# جوليس لويس
جوليس لويس (بالإنجليزية: Jules Lewis)‏ هي كاتِبة بريطانية، ولدت في 1962.